# Distretto di Dweh
Il distretto di Dweh è un distretto della Liberia facente parte della contea di Grand Kru.